# Jardins botaniques royaux de Cranbourne
Pour les articles homonymes, voir Jardins botaniques royaux.

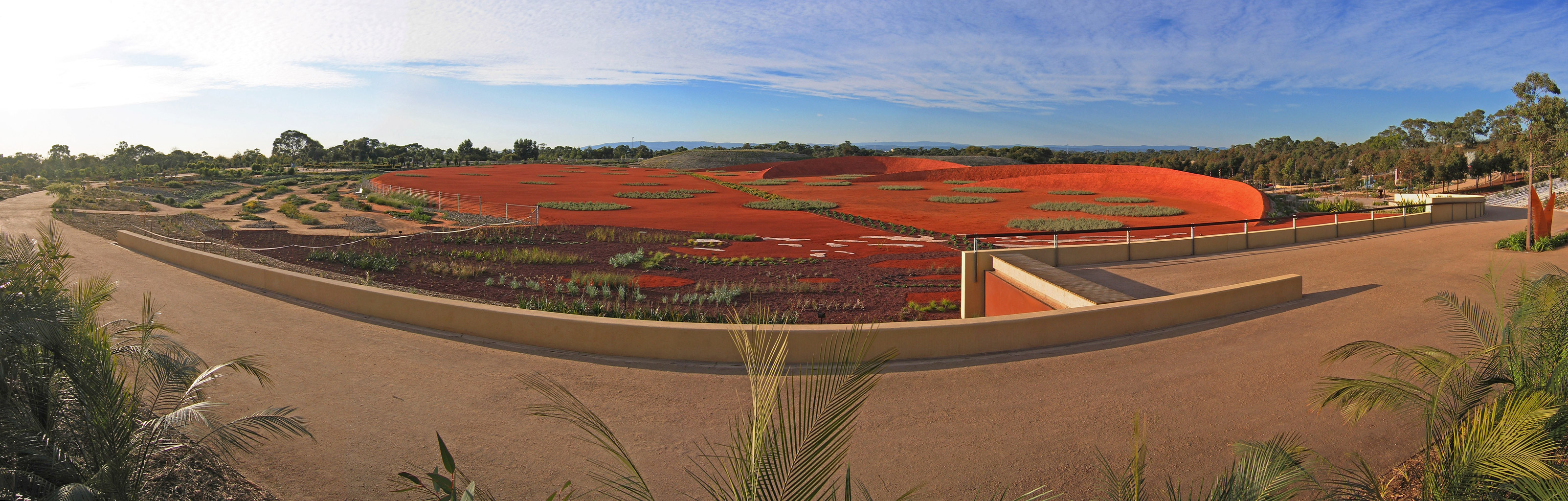
Vue panoramique du jardin de sable rouge aux jardins de Cranbourne.

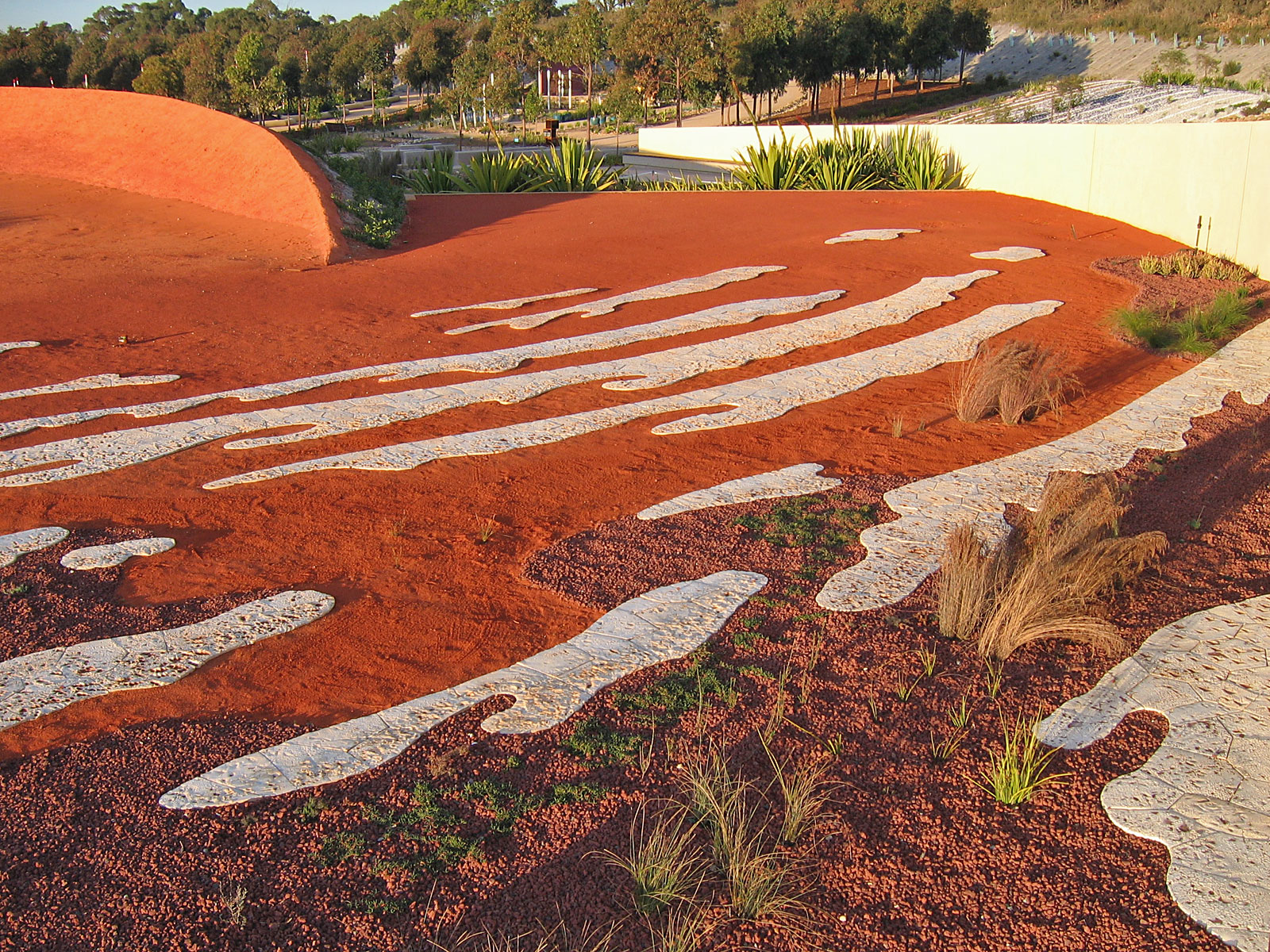
La sculpture du lac éphémère dans le jardin de sable rouge.

Les jardins botaniques royaux de Cranboune sont un jardin botanique d'Australie qui fait partie des jardins botaniques royaux de Victoria (en) (comme les jardins botaniques royaux de Melbourne). Ils sont situés dans la banlieue de Cranbourne (en), environ 45 km au sud-est du centre-ville de Melbourne.
Les jardins de Cranbourne sont spécialisés dans les plantes indigènes d'Australie. La superficie totale de ces jardins botaniques est de 363 hectares, comprenant des landes, des zones humides et des bois. Les jardins fournissent également un habitat pour des oiseaux, des mammifères et des reptiles indigènes, notamment certaines espèces rares et menacées.
Le jardin australien, spécialement construit, a ouvert au public le 28 mai 2006. Il comprend un certain nombre de jardins d'exposition, de sculptures et d'expositions visant à transmettre au public la beauté et la diversité du paysage et des plantes australiens.
Au-delà du jardin australien, la section de brousse du jardin comporte 10 km de sentiers pédestres, une tour d'observation, des sites de pique-nique et des barbecues.

## Histoire
Le peuple autochtone australien Boon Wurrung habitait la région autour de Cranbourne à l'époque pré-européenne. Le site de Cranbourne Gardens a été utilisé pour l'extraction du sable dès les années 1820, en grande partie pour alimenter le secteur du bâtiment à Melbourne et dans sa banlieue. L'armée a utilisé le site de 1889 à 1953, des licences privées étant aussi délivrées pour l'extraction du sable, le pâturage et la récolte du bois.
En 1970, le site a été choisi comme division des jardins botaniques royaux de Victoria, avec un accent sur la recherche et la conservation des plantes australiennes. Les jardins n'ont été ouverts au public qu'en 1989. Le jardin australien a été planifié et développé sur plusieurs années, pour finalement ouvrir au grand public le 30 mai 2006, attirant 15 000 visiteurs le jour de son ouverture.

## Le jardin australien

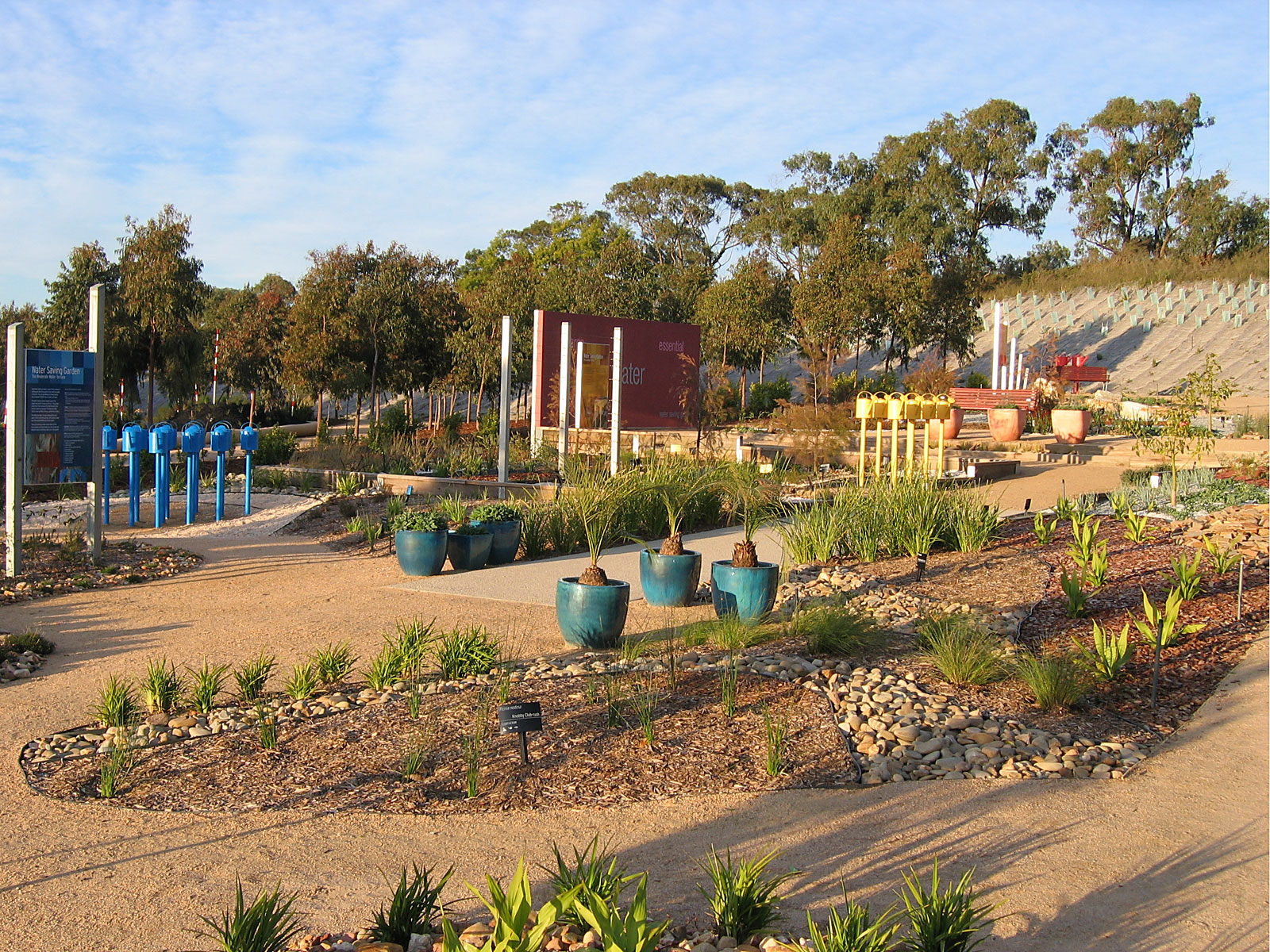
Le jardin d'exposition Water Saving.

Le jardin australien vise à permettre aux visiteurs d'explorer la place des habitants dans l'environnement australien et d'en apprendre davantage sur les plantes australiennes. Il présente environ 100 000 plantes réparties en quinze sections paysagées et jardins d'exposition.
Le jardin australien a été conçu par les architectes paysagistes Taylor Cullity Lethlean et Paul Thompson (Plant Design Pty Ltd). Il a déjà remporté des prix, mais constitue toujours un travail en cours, avec dix hectares supplémentaires prévus pour la fin de 2011.

### Jardin de sable rouge
Le jardin de sable rouge est l'élément central du jardin australien. Il présente du sable rouge vif avec des cercles d'arroches et des monticules en forme de croissant conçus pour faire écho aux formes et aux couleurs du centre de l'Australie. Le jardin est conçu pour présenter des poussées saisonnières de fleurs sauvages, comme on le voit dans les déserts de l'Australie centrale.

### Jardins d'exposition

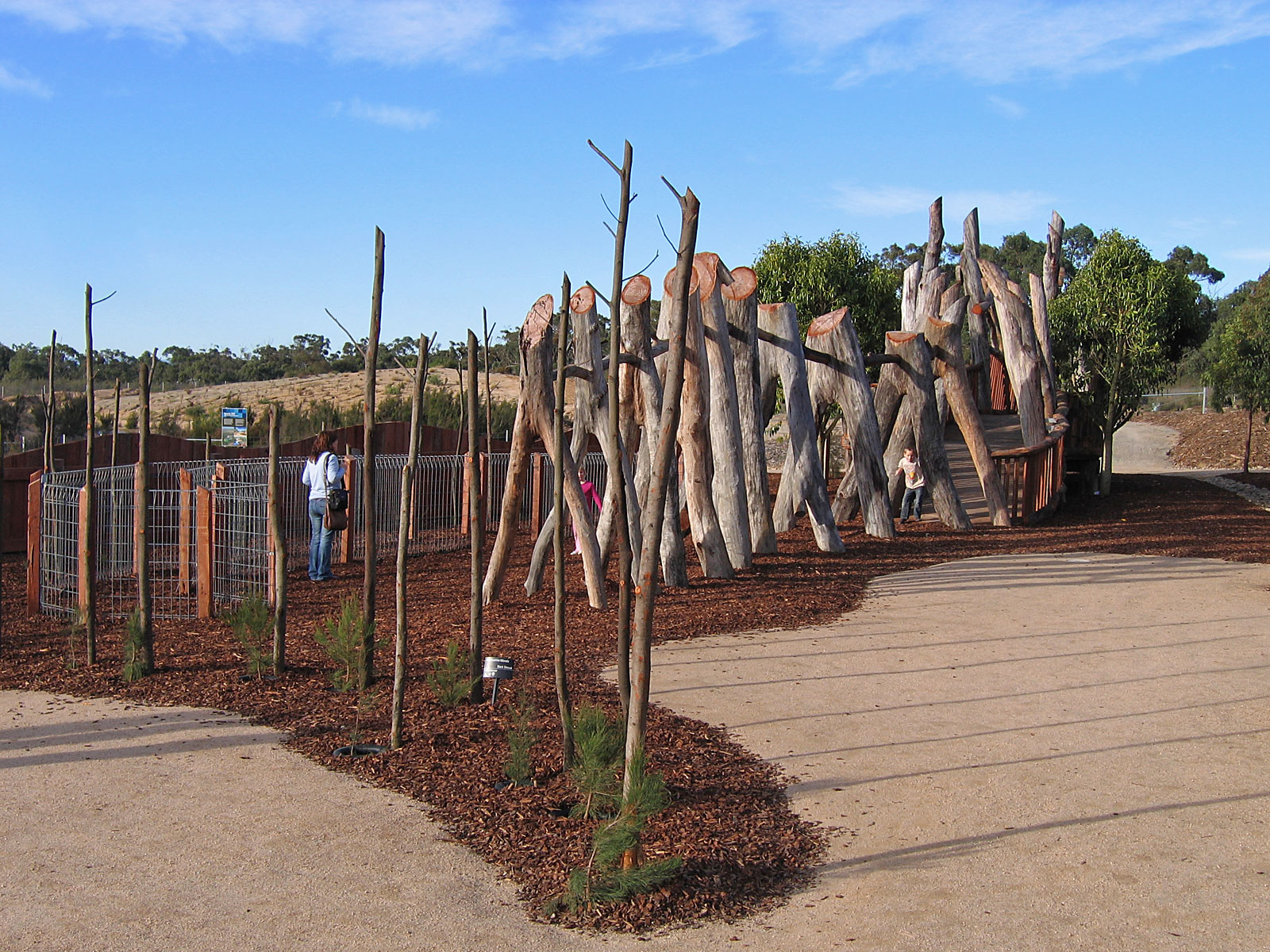
Le jardin d'exposition Kid's Backyard.

Cinq jardins d'exposition visent à démontrer comment les plantes indigènes australiennes peuvent être utilisées dans le jardin de la maison.
Le jardin de la diversité illustre une variété de plantes indigènes de diverses zones climatiques d'Australie. Le Water Saving Garden montre comment regrouper des plantes ayant des besoins en eau similaires et choisir des plantes qui nécessitent un minimum d'arrosage dans un jardin. The Future Garden propose diverses méthodes de jardinage alternatives, telles que des choix de plantes spéciales et de nouveaux paillis. Le Home Garden montre un certain nombre de jardins présentant des plantes indigènes pour certains types de maisons courantes en Australie. Le Kid's Backyard utilise des matériaux végétaux naturels recyclés dans une aire de jeux pour enfants, plutôt que les constructions courantes en plastique et métal que l'on trouve couramment dans les arrière-cours australiennes.

### Jardin aride et lit de rivière à sec

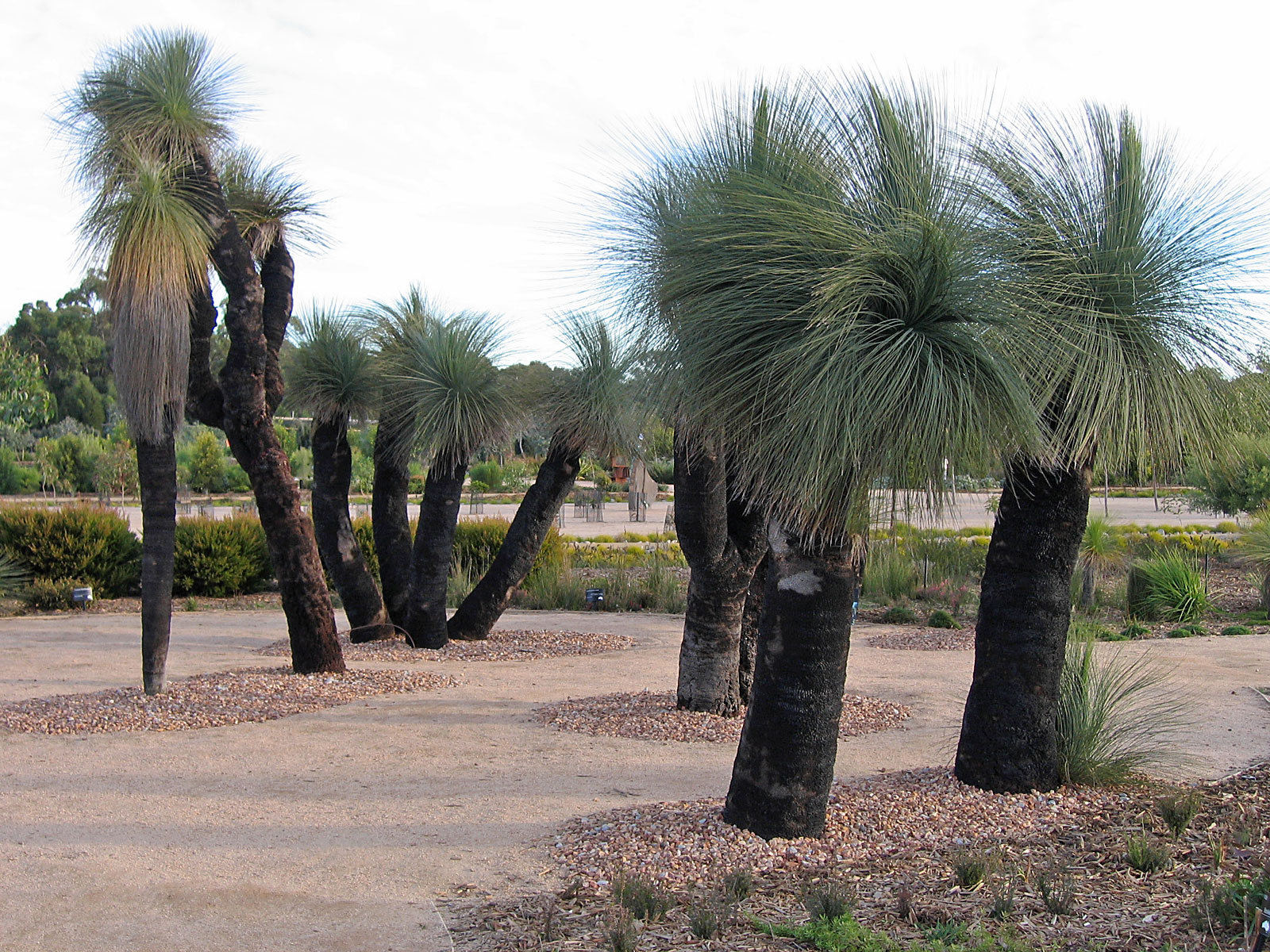
Kingia australis dans le jardin aride.

Ces jardins démontrent le rôle de l'eau dans le paysage australien. De nombreuses régions d'Australie sont sujettes à une alternance de sécheresse et d'inondations. Ainsi, les plantes ont dû évoluer pour faire face à des périodes prolongées de chaleur intense et d'aridité, ainsi qu'à des approvisionnements abondants en eau saisonniers ou irréguliers.

### Promenade des eucalyptus
Les eucalyptus sont omniprésents dans le paysage australien, avec environ 700 espèces présentes dans pratiquement tous les habitats. La promenade des eucalyptus comprend cinq jardins présentant des espèces d'eucalyptus bien connues, le jardin Ironbark, le jardin des Box, le jardin de la menthe poivrée australienne (en), le jardin Bloodwood et le jardin Stringybark . Ces arbres sont actuellement juvéniles, mais ils deviendront des arbres matures au cours du siècle.

### Autres aménagements
Le cours d'eau  de Rockpool et le mur de l'escarpement s'inspirent de cours d'eau et d'escarpements de certaines parties du centre de l'Australie, comme Uluru et Kings Canyon. Il y a aussi une exposition d'orchidées australiennes au sous-sol du centre des visiteurs, un sentier serpentin et un camp de découverte du désert dans le jardin aride pour le jeu et l'instruction des enfants.

## Informations visiteurs

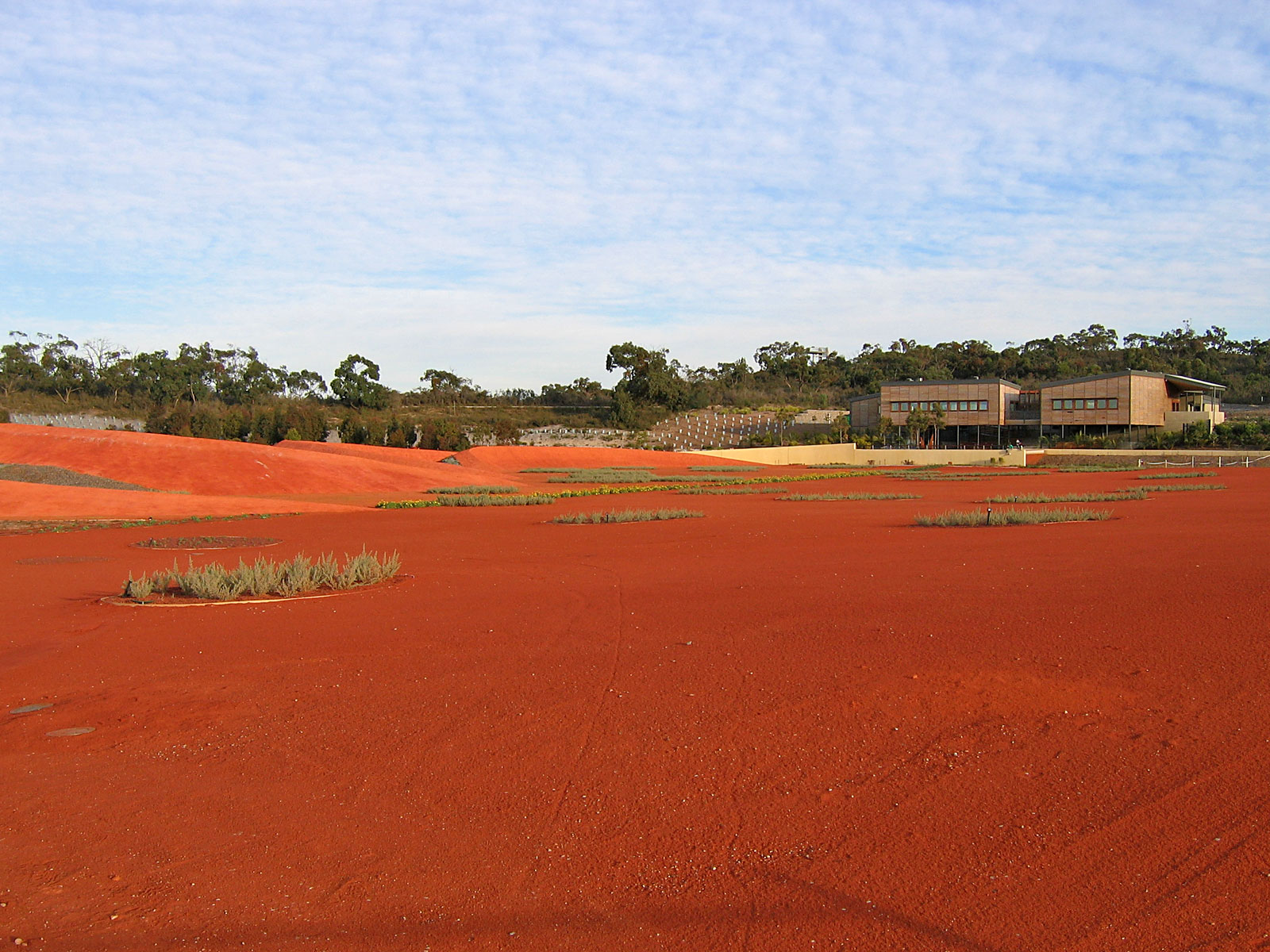
Vue du centre d'accueil des visiteurs par-dessus le jardin de sable rouge.

Le jardin australien dispose d'un service d'information aux visiteurs au sein du centre d'accueil, de promenades guidées et de programmes éducatifs, de maîtres jardiniers bénévoles pour donner des conseils sur l'utilisation des plantes australiennes, d'une boutique de cadeaux et d'un café sous licence.
Son entrée est gratuite.